# Chrysops yamaguchii
Chrysops yamaguchii är en tvåvingeart som beskrevs av Simizu och Takahasi 1975. Chrysops yamaguchii ingår i släktet Chrysops och familjen bromsar. Inga underarter finns listade i Catalogue of Life.